# Boseong-gun
Boseong es un condado en el sur de la provincia de Jeolla del Sur, Corea del Sur. Boseong-gun es famoso por su té verde especial

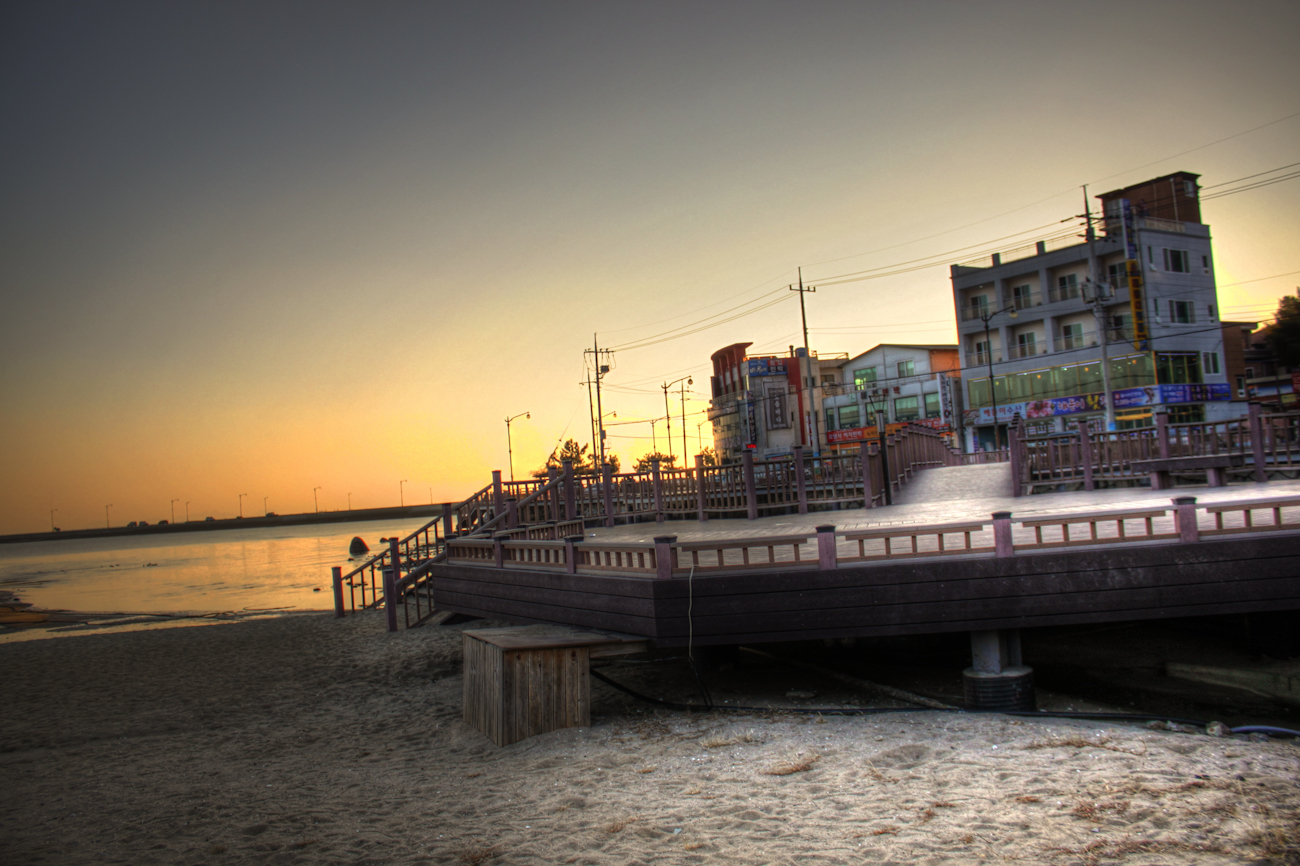
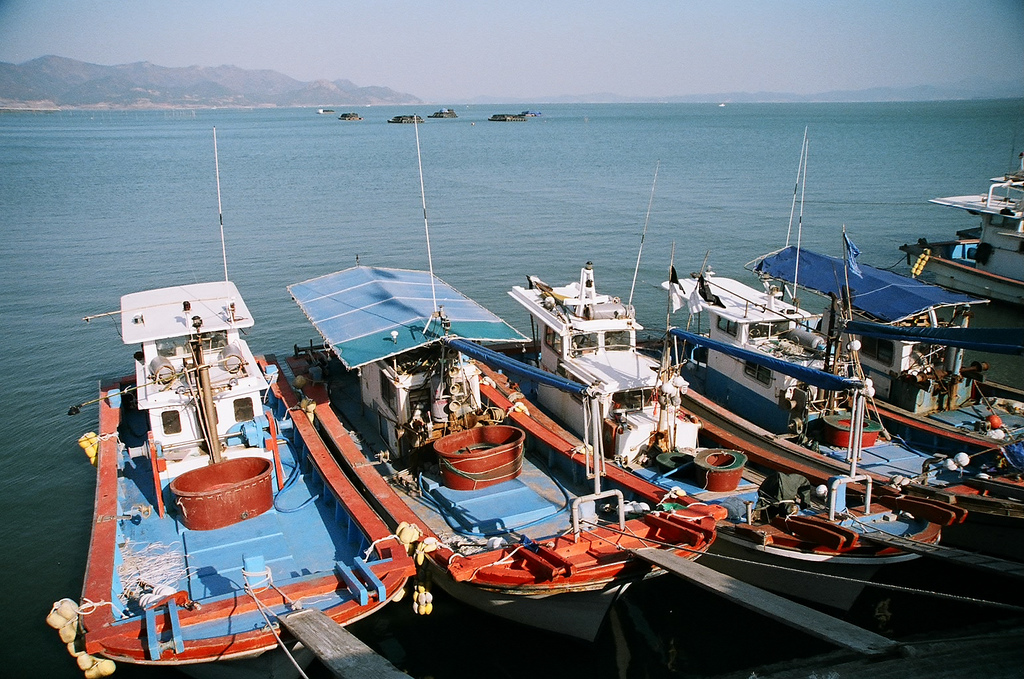
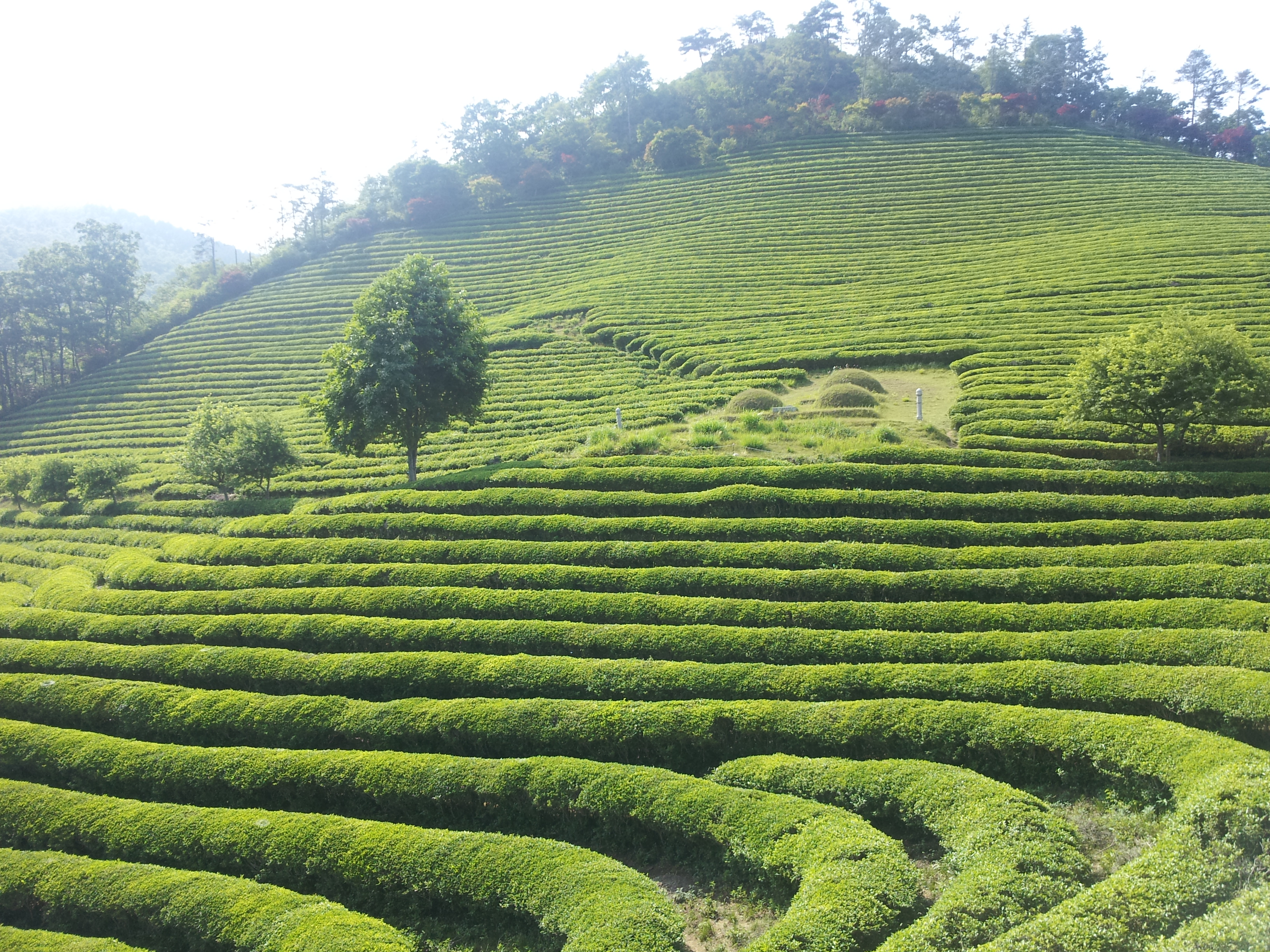

.

## Geografía
- Montaña Joowol
- Montaña Jonje